# Белла, Аида
Аида Белла (пол. Aida Bella; род. 20 января 1985 года) — польская шорт-трекистка, бронзовый призёр чемпионата Европы в эстафете (2013), многократный чемпион Польши.

## Интересные факты
- Вместе с Мартой Войцик снялась обнаженной в журнале Playboy чтобы заработать денег на поездку на зимнюю олимпиаду в Сочи 2014 года.[1]